# ديل رودجرز
ديل رودجرز (بالإنجليزية: Del Rodgers)‏ هو لاعب كرة قدم أمريكية وصحفي أمريكي، ولد في 22 يونيو 1960 في تاكوما في الولايات المتحدة.

## وصلات خارجية
- ديل رودجرز على موقع مرجع كرة القدم المحترفة.كوم (الإنجليزية)